# أنخيل غارزا
أنخيل غارزا (بالإسبانية: ِAngel Garza) هو مصارع محترف مكسيكي، وُلد في 23 سبتمبر 1992 في مونتيري في المكسيك.

## وصلات خارجية
- أنخيل غارزا على موقع دبليو دبليو إي (الإنجليزية)
- أنخيل غارزا على موقع CageMatch worker (الإنجليزية)
- أنخيل غارزا على موقع قاعدة بيانات المصارعة على الإنترنت (الإنجليزية)
- أنخيل غارزا على موقع عالم المصارعة على الإنترنت (الإنجليزية)

- أنخيل غارزا على موقع IMDb (الإنجليزية)
- أنخيل غارزا على موقع قاعدة بيانات الفيلم (الإنجليزية)